# Berklee Umbria Jazz Award
Il Berklee Umbria Jazz Award è un premio che viene ogni anno assegnato ai migliori musicisti presenti alla rassegna internazionale Umbria Jazz, dedicata alla musica jazz.
Coloro che vengono selezioni come migliori musicisti formano l’Umbria Jazz Award Group, band che partecipa ogni anno all'Umbria Jazz Winter di Orvieto in calendario insieme ai più grandi artisti e nomi del jazz internazionale. La giuria è presieduta dal direttore artistico Giovanni Tommaso.

## Musicisti premiati
- Giovanni Falzone
- Alessandro Lanzoni
- Flavio Boltro
- Dario Chiazzolino
- Pietro Valente
- Laura Perilli
- Alessandro Montino
- Genzo Okabe
- Nicola Cordisco
- Jossy Botte
- Manuel Alexandre Figueira Andrade
- Francesco Pollon
- Edoardo Vannozzi
- Giuseppe Romagnoli
- Eran Sabo
- Edoardo Battaglia
- Cesare Mecca
- Roberto Marceddu
- Gabriel Marciano
- Vittorio Esposito
- Federico Gueci
- Valeria Terruso
- Marco Trabucco
- Attilio Sepe